# Archostola amblystoma
Archostola amblystoma är en fjärilsart som beskrevs av Diakonoff 1989. Archostola amblystoma ingår i släktet Archostola och familjen Carposinidae. Inga underarter finns listade i Catalogue of Life.